# Ninh Loan
Ninh Loan là một xã thuộc huyện Đức Trọng, tỉnh Lâm Đồng, Việt Nam.

## Địa lý
Xã Ninh Loan có diện tích 33,18 km², dân số năm 2022 là 5.746 người, mật độ dân số đạt 173 người/km².

## Lịch sử
Ngày 28 tháng 3 năm 1983, Hội đồng Bộ trưởng ban hành Quyết định số 22-HĐBT về việc thành lập xã Ninh Loan thuộc huyện Đơn Dương trên cơ sở một phần của xã Loan.
Ngày 6 tháng 6 năm 1986, Hội đồng Bộ trưởng ban hành Quyết định số 67-HĐBT về việc thành lập xã Tà Hine có 9.300 hécta đất với 1.374 nhân khẩu.
Sau khi điều chỉnh địa giới hành chính, xã Ninh Loan còn lại 4.600 hécta đất với 2.631 nhân khẩu.
Ngày 24 tháng 10 năm 1987, Hội đồng Bộ trưởng ban hành Quyết định số 157-HĐBT về việc sáp nhập xã Ninh Loan thuộc huyện Đơn Dương vào huyện Đức Trọng quản lý.
Ngày 21 tháng 1 năm 2020, HĐND tỉnh Lâm Đồng ban hành Nghị quyết số 166/NQ-HĐND về việc sáp nhập thôn Ninh Thái và thôn Thái Hưng vào thôn Hải Ninh.